# Zyginopsis harmsi
Zyginopsis harmsi är en insektsart som först beskrevs av Izzard 1936.  Zyginopsis harmsi ingår i släktet Zyginopsis och familjen dvärgstritar. Inga underarter finns listade i Catalogue of Life.